# Aridibacter nitratireducens
Aridibacter nitratireducens es una especie de  bacteria gramnegativa del género Aridibacter. Fue descrita en el año 2017. Su etimología hace referencia a reducción de nitrato. Es anaerobia facultativa e inmóvil. Tiene un tamaño de 0,4 μm de ancho por 1,5 μm de largo. Forma colonias entre naranjas y color salmón, brillantes, convexas, lisas y con márgenes enteros. Temperatura de crecimiento entre 8-45 °C, óptima de 33-40 °C. Tiene un tiempo de duplicación de 6,3 horas. Tiene un contenido de G+C de 53,5%. Se ha aislado de suelo arcilloso en Eikwe, Ghana. 